# Antero de Quental

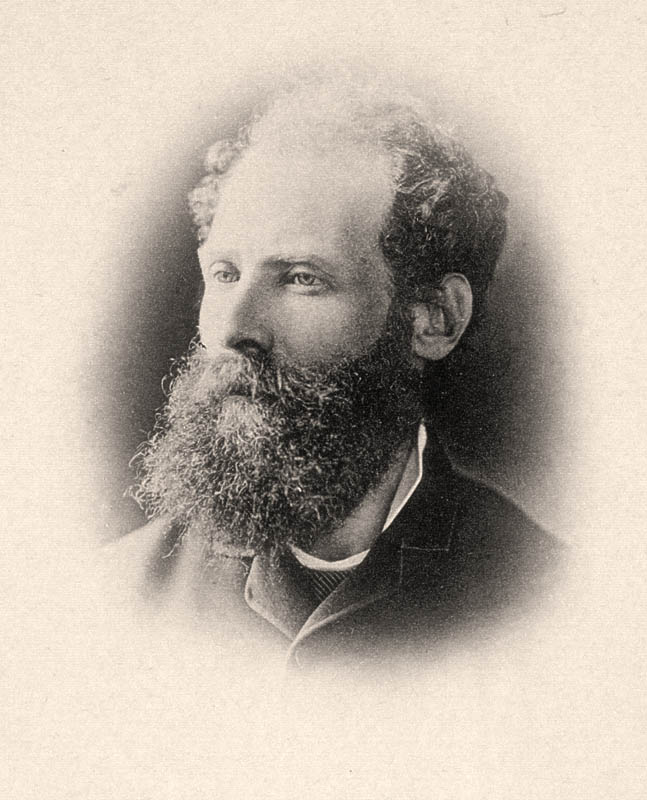
Antero de Quental

Antero Tarquínio de Quental (n. 18 aprilie, 1842, Ponta Delgada — 11 septembrie, 1891) a fost un poet portughez. În prezentarea situației Portugaliei, din „Jurnalul Portughez”, Mircea Eliade îl apreciază pe Antero de Quental ca fiind un poet pesimist și anti-liberal pe care îl compară cu Eminescu, iar descrierile pe care le face poporului portughez sunt perfect aplicabile românilor.

## Viața și opera
Născut într-o familie de nobili cultivați din insula San Miguel (arhipelagul insulelor Azore), în 1842, Antero dovedește, în primele sale sonete publicate în 1861, tendințe mistice alimentate de o solidă educație religioasă. La scurt timp însă se îndreaptă către raționalismul și radicalismul social, iar între 1863 și 1865 ajunge marele lider al tineretului din Coimbra, bucurându-se de un inegalabil și legendar prestigiu. Cuprins de impulsul revoluționar al epocii, el scrie o poezie combativă sub titlul Odes Modernas (1864). Antero respinge mai ales temele macabre și nocturne ale ultraromanticilor. Doritor să cunoască climatul social din Franța revoluționară, el face un popas la Paris. La întoarcerea sa în Lisabona, el devine unul din principalii animatori ai mișcărilor muncitorești și politice de stânga. Principala sursă a gândirii sale politico-sociale este Proudhon.
Din punct de vedere formal, nu se poate spune că Antero a adus mari îmbunătățiri poeziei portugheze. Principalii săi maeștri au fost Camões, Herculano și João de Deus. În Primaveras Romántica (Primăveri romantice), se simte influența lui Heine; iar în câteva din compozițiile din Odes Modernas îl recunoaștem pe Victor Hugo, care i-a inspirat și pe poeții dinaintea lui Antero.